# Пьеве-Санто-Стефано
Пьеве-Санто-Стефано (итал. Pieve Santo Stefano) — коммуна в Италии, расположена в области Тоскана, в провинции Ареццо.
Население коммуны составляет 3279 человек (2008 г.), плотность населения составляет 21 чел./км². Занимает площадь 156 км². Почтовый индекс — 52036. Телефонный код — 0575.
Покровителями коммуны почитаются Пресвятая Богородица (Madonna dei Lumi), празднование 8 сентября, и святой первомученик Стефан, празднование  26 декабря.

## Демография
Динамика населения:

## Администрация коммуны
- Официальный сайт: http://www.pievesantostefano.net/